# Jatagaraszu

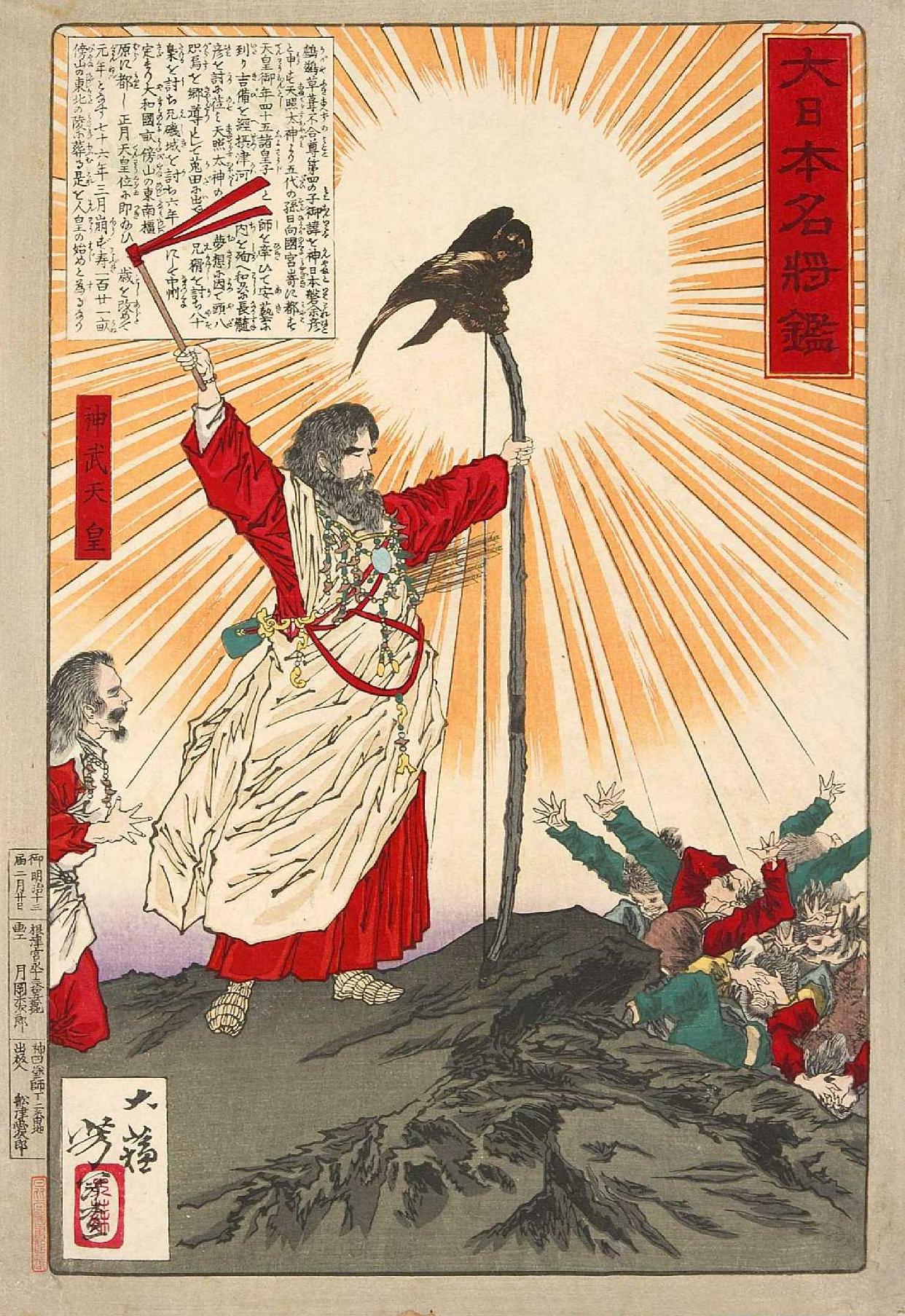
Dzsinmu császárt az őt vezető Jatagaraszuval ábrázoló kép

A három lábú varjú egy olyan mitológiai teremtmény, amit Ázsia, Kis-Ázsia, Egyiptom és Észak-Afrika szerte megtalálunk a népi hiedelemvilágban, amely szerint a napban lakik és azt jelképezi. A japán mitológiában ez a repülő teremtmény egy Jatagaraszunak (八咫烏, „nyolc szárnytávolságnyi varjú”) nevezett holló vagy dzsungel varjú (Ázsia szerte elterjedt varjúfaj), aminek megjelenése az ég akaratának egyértelmű bizonyítékaként vagy isteni beavatkozásként értelmezett.

## Japán
A Jatagaraszu szót általában „nyolc szárnytávolságnyi varjúnak” (óriás varjúnak) fordítják, de jelenthet „Legfelsőbb (vagy Tökéletes) Isteni Varjút” is, mivel a nyolcas szám a japán számmisztikában a ’sok’, ’sokszoros’ vagy ’tökéletes’, ’legfelsőbb’ jelentéssel bír.
Az ősi történelmi krónikákban nincs olyan leírás, amely szerint a Jatagaraszunak konkrétan 3 lába lett volna, viszont néhány szentélyben, mint a narai Jatagaraszu Dzsindzsában, a Kumano úton lévő Abeno Odzsi szentélyben (ahol a Jatagaraszu szent lény), és a fővároshoz, Tokióhoz közeli Takao hegyen lévő Jakuoin Jukiidzsi templomban mindig is 3 lábbal írták le. A templomi, szentélybeli hagyományok egyértelműen állították, 3 lába van. A Kodzsikiben többször is három lábú varjúként jelenik meg. Habár több helyen is megemlítik a Sintó kannonban, ábrázolásai főleg edo-kori faműveken jelennek meg az 1800-as évek korai faművészeti korszakában.
Mára vesztett népszerűségéből, de még mindig az újjászületés és a megfiatalodás jelképe, mivel a varjak „takarítottak fel” háborúk után, ezzel a megújhodást jelképezve.
Jatagaraszu, a Varjú Isten maga is a védelem szimbóluma. Japán legendás első császárát, Dzsinmu Tennót és katonáit a történetek szerint egy Amateraszu által küldött piros, három lábú napvarjú vezette ki a mai Kumanoból Jamatoba vezető úton lévő hegyek útvesztőiből. Általánosan elfogadott tény, hogy a Jatagaraszu Takecunimi no mikoto reinkarnációja, de egyik megmaradt korai dokumentum sem jelenti ki ezt konkrétan.
Több forrás szerint Kumanoban láttak Jatagaraszut, valamint e lényt tartják a Kamo klán, a Kamo-vake-ikazucsi-dzsindzsa fő papjainak az ősének. Sok fontos, a Jatagaraszuhoz köthető fesztivált (macurit) tartanak Kumano templomaiban és szentélyeiben. Kumano történelmi fontosságát figyelembe véve Japán vallási fejlődésében, a Jatagaraszu megjelenése ezen a területen bizonyítja fontosságát és befolyását az ezoterikus sugendo szektára és a jamabusi hegy kultuszra. Néhány vallási iskola a lényt egyenlőnek tartja a Tengukaraszuval és ’nagy mesterként’ tiszteli, aki mellett semmitől nem kell félni.
A Japán Futball Szövetség és később a regisztrált csapatai is, mint a japán nemzeti futball válogatott, egyénileg használják a Jatagaraszu szimbólumot emblémáikon és jelvényeiken. A téli császári kupa győztese is azt a megtiszteltetést kapja, hogy hordhatja a következő szezonban a Jatagaraszu emblémát.

## Kína
A kínai mitológiában és kultúrában a háromlábú varjút Szanzuvunak hívják (三足烏, „három-lábú madár) és a Szanhaicsingben (A hegyek és tengerek klasszikusai, mitológiai földrajz és történetek klasszikus kínai nyelvű gyűjteménye) is megemlítik. Itt a legkorábbi ábrázolásai már i. e. 5000 környékén, a Jangce folyó alsó folyásának delta vidékén található jangsao kultúra neolitikus edényein megjelennek. A Szanzuvu egyike a 12 medalionnak, amit az ősi Kínában a formális császári ruhák díszítésére használtak. A mavangdui ásatásokon egy Nyugati han-kori selyemfestményt találtak, amin egy Szanzuvu épp leszáll egy fára.
A legnépszerűbb történet, amiben megjelenik a Szanzuvu a Jangvunak (陽烏) nevezett napvarjú története, amit Csinvunak (金烏), aranyvarjúnak is neveznek. Habár varjúként vagy hollóként van leírva, általában piros színű fekete helyett.
A népmesék szerint eredetileg 10 napvarjú volt, ami 10 külön napban lakott. Keleten a Nap völgyének lábánál egy piros eperfán ültek, amit Fuszangnak (扶桑), szó szerint "Lehajló Eperfának" hívtak. Azt mondják, a fa ágai tele voltak üregekkel. Naponta 1-1 napvarjú feladata volt körbeutazni a földet egy hintóval, amit Szihe, a napok anyja vezetett. Amint hazaért az egyik varjú, egyből elindult egy másik az eget átszelő úton. Sanhaicsing szerint a napvarjúk a halhatatlanság 2 fajta mitikus füvét ették: a Dirit (地日), vagyis „földi napot”, és a Csunsenget (春生), vagyis „tavaszi növésűt”. A napvarjúk gyakran leszálltak az égből a földre, hogy ilyen füveket egyenek, de ez nem tetszett Szihenek, ezért elfedte szemeiket. A néphiedelem szerint időszámításunk előtt 2170 körül mind a 10 varjú egyszerre jött ki, ezzel felégetve a világot. Hóji, az égi íjász mentett meg minket azzal, hogy lelőtt 9 napvarjút és csak egyet hagyott életben. (Az ősz közepi fesztivállal kapcsolatban a legenda több változata él.)
A kínai mitológiában a Fenghuangot általában két lábbal ábrázolják, de néhány esetben 3 lábbal jelenik meg a művészeti alkotásokban. Szi Vangmunak (A nyugat anyakirálynőjének) 3 zöld ételgyűjtő madara van a mondák szerint, amiket a Han-kori vallásos műveken 3 lábúként ábrázolnak. A Tang dinasztia korából származó Jongtai sírköveken is, amikor Hszi Vangmu kultusza virágzott, háromlábúként ábrázolják őket.

## Korea
A koreai mitológiában Szamjok-oként vagy Szamjokgoként (hangul: 삼족오; hanja: 三足烏) ismert. A Kogurjo királyság alatt a nap szimbólumaként tisztelték, úgy gondolták, hogy egy háromlábú varjú él a napban, míg egy teknős a holdban. Az erő szimbólumának is tekintették, ami erősebb volt a sárkánynál és a koreai bonghvangnál (főnixnél) is. Lehet, hogy mint sok más dolgot, a lény mitológiáját és emblémáját is Kínából vették át a klasszikusokkal együtt.

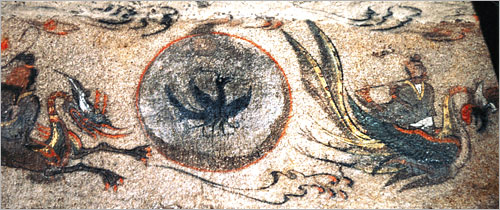
Egy három lábú varjú közrefogva egy sárkánnyal és egy főnixszel. Falfestmény a Kogurjo időszakból

Habár leginkább a Kogurjo dinasztia szimbólumaként tartjuk számon az e korból származó sírokban található fali festményeken való gyakori megjelenése miatt, a Gorjo és a Dzsoszon dinasztia alatt is jelen volt.
A modern kori Koreában is megjelenik tv-sorozatokban, drámákban, mint például a Dzsumong. 2008-ban, amikor szóba került a koreai állami pecsét módosítása, a háromlábú varjú volt az egyik embléma, ami szóba került a bonghvang helyettesítésére. A Szamjok-o megjelenik a Dzseonbuk Hyundai Motors’ mostani emblémájában, több koreai cég is használja logóként.

## Fordítás
- Ez a szócikk részben vagy egészben  a   Three-legged crow című angol Wikipédia-szócikk fordításán alapul.  Az eredeti cikk szerkesztőit annak laptörténete sorolja fel. Ez a jelzés csupán a megfogalmazás eredetét és a szerzői jogokat jelzi, nem szolgál a cikkben szereplő információk forrásmegjelöléseként.